# 鎮平 (彰化縣福興鄉)
鎮平，是臺灣彰化縣福興鄉的一個傳統地域名稱，位於該鄉西半葉的東南部。相較於今日行政區，其範圍大致包括鎮平村、三和村。

## 歷史
台灣清治末期至日治初期，鎮平地區為一街庄，稱為「鎮平庄」，隸屬於馬芝堡。該庄西北與管嶼厝庄為鄰，東北與洪堀藔庄為鄰，東邊為牛埔厝庄，南邊為石埤腳庄，西南邊為草湖庄、漢寶園庄。
1901年（日治明治三十四年）11月，該庄隸屬於彰化廳。1909年（明治四十二年）10月，改隸屬於臺中廳。1920年（大正九年），該庄改制為「鎮平」大字，隸屬於臺中州彰化郡福興庄，大字下有「鎮平」、「阿力」小字名。
戰後福興庄改制為福興鄉，隸屬於彰化縣，大字亦改制為村。

## 交通
縣道135號（番金路）是和美至溪湖的道路，大致以縱向兩度經過鎮平地區東南部凸出界點，往北轉東北可前往鹿港、頂番婆、和美，往西南轉東南可前往埔鹽、溪湖。

## 學校
- 文昌國小 （页面存档备份，存于）